# Herwig Ofner
Herwig Ofner (* 4. Juni 1983 in Klagenfurt) ist ein österreichischer Schauspieler.

## Leben
Ofner besuchte das Stiftsgymnasium St. Paul, Kärnten, danach den Studiengang Schauspiel an der Universität für Musik und darstellende Kunst Graz und war schon während des Studiums am Schauspielhaus Graz engagiert. Nach seinem Diplom 2008 war Ofner hauptsächlich als Theaterschauspieler tätig. Es folgten Engagements am Stadttheater Klagenfurt, Theater am Ortweinplatz, TAG Wien und Schauspielhaus Salzburg.
Ofner  war zuletzt als Fernsehschauspieler (Tatort 2017, Soko Wien 2019), Werbesprecher und Sprechtrainer tätig.